# Ried bei Kerzers
Pour les articles homonymes, voir Ried.
Ried bei Kerzers (Essert en français) est une localité et une commune suisse du canton de Fribourg, située dans le district du Lac.

## Histoire
Le 1er janvier 2006, la commune de Ried bei Kerzers a fusionné avec sa voisine d'Agriswil.

## Géographie
Selon l'Office fédéral de la statistique, Ried bei Kerzers mesure 759 ha. 11,9% de cette superficie correspond à des surfaces d'habitat ou d'infrastructure, 80,4% à des surfaces agricoles, 7,1% à des surfaces boisées et 0,5% à des surfaces improductives.
Ried bei Kerzers est limitrophe de Chiètres, Galmiz, Gempenach, Morat ainsi que Ferenbalm, Gurbrü et Müntschemier dans le canton de Berne.

Photo aérienne prise à (1954)

## Démographie
Selon l'Office fédéral de la statistique, Ried bei Kerzers possède 1 223 habitants en 2022. Sa densité de population atteint 161 hab./km2.
Le graphique suivant résume l'évolution de la population de Ried bei Kerzers entre 1850 et 2008 (incluant les communes fusionnées ultérieurement) :